# Косово и Метохия
Ко́сово и Мето́хия (серб. Косово и Метохија / Kosovo i Metohija, иногда коротко Ко́сово, серб. Косово / Kosovo, алб. Kosova, или Косме́т (от Ко́сово и Мето́хия), серб. Космет / Kosmet, официально — Автоно́мный край Ко́сово и Мето́хия) — автономный край в Сербии. До распада Сербии и Черногории (2006 год) и реформирования Союзной Республики Югославия (2003 год) входила в состав этих государств также как автономия в составе Сербии. Образована в 1990 году из Социалистического автономного края Косово. Фактически бо́льшая часть территории Косова и Метохии контролируется частично признанной Республикой Косово (алб. Republika e Kosovës, серб. Република Косово / Republika Kosovo).

## О названии
В приближённом переводе с сербского языка «Косово» означает «земля чёрных дроздов», а «Метохия» — «церковная земля» (серб. кос переводится как «чёрный дрозд», греч. μετόχιον — «церковный надел»). Албанцы подразделяют Косово на «землю Дукаджини» (алб. Rrafshi i Dukagjinit) и «землю Косова» (алб. Rrafshi i Kosovës), но используют название «Косово» применительно ко всей территории Косова и Метохии, поскольку двойное название стало активно употребляться в период раздела исторической области между Сербией и Черногорией после Балканских войн (Косово поле отошло к Сербии, а основная часть Метохии — к Черногории). Сербская традиция настаивает на двойном обозначении края, поскольку, согласно сербской историографии, историческая область Косово охватывает лишь территорию Косова поля и прилежащие земли, а Метохия лежит западнее до границы с Албанией.

## Административное деление
Площадь автономного края Косово и Метохия — 10 939 км², что составляет 12,4 % от общей территории Сербии. В отличие от административного деления Республики Косово, которая имеет 7 округов, автономный край делится на 5 округов: Косовский (3 117 км² и 10 муниципалитетов), Печский (2 450 км² и 5 муниципалитетов), Призренский (1 910 км² и 4 муниципалитета), Косовскомитровицкий (2 050 км² и 6 муниципалитетов) и Косовскопоморавский (1 412км² и 4 муниципалитета). В составе края находится 1449 населенных пунктов. Из них 26 являются населенными пунктами городского типа.

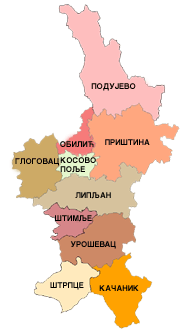
Косовский округ
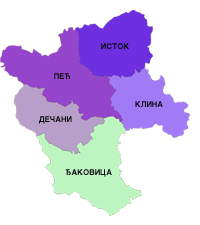
Печский округ
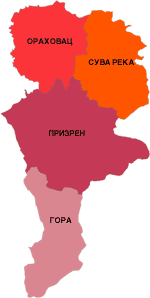
Призренский округ
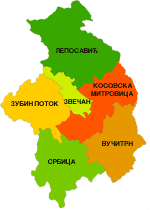
Косовскомитровацкий округ
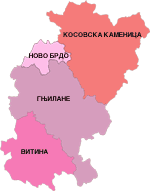
Косовскопоморавский округ

## Административные органы
В составе руководящих структур Сербии существовало Министерство Косова и Метохии, которое возглавлялось Гораном Богдановичем. В 2012 году статус ведомства был понижен: теперь оно называется «Бюро правительства Сербии по Косову и Метохии» и возглавляется Александром Вулиным. Оппозиционные сербские политики и косовские сербы негативно восприняли это изменение. Тем не менее новый руководитель ведомства заявил, что оно полностью сохраняет всю юрисдикцию упразднённого министерства, и Сербия продолжит оказывать заботу о всех своих частях. Аналитики отмечают, что подобные изменения являются сигналом Западу об осознании сербским руководством реального положения дел в Косове.
28 июня 2008 года Союз сербских округов и окружных подразделений в Косове и Метохии был преобразован в Сербскую Скупщину Косова и Метохии под председательством Марка Джакшича. Сербская Скупщина решительно критиковала сепаратистское движение в албанской Ассамблее Косова и потребовала единства сербского населения в Косове, бойкотировала EULEX и объявила массовые протесты в поддержку сербского суверенитета над Косовом.